# Mulhe
Mulhe – wieś w Słowenii, w gminie Šmartno pri Litiji. W 2018 roku liczyła 25 mieszkańców.